# Halictus squamosus
Halictus squamosus är en biart som beskrevs av Lebedev 1910. Halictus squamosus ingår i släktet bandbin, och familjen vägbin. Inga underarter finns listade i Catalogue of Life.